# Thomas Rogne
Thomas Rogne (ur. 29 czerwca 1990 w Bærum) – norweski piłkarz występujący na pozycji obrońcy. W sezonie 2021/2022 zawodnik Apollonu Smyrnis. 

## Kariera klubowa

### Stabæk
Rogne zaczął swoją karierę w norweskim klubie Stabæk Fotball. Cały sezon 2008 stracił z powodu kontuzji.

### Celtic
20 stycznia 2010 roku Rogne trafił do Celtiku występującego w Scottish Premier League i z klubem tym podpisał trzyipółletni kontrakt.
Były Celt Vidar Riseth w wypowiedzi dla szkockich mediów opisał Rogne'a jako "najlepszy talent rodem z Norwegii w ciągu ostatnich 10 lat".

### Dalsza kariera
1 lipca 2013 Rogne podpisał trzyletni kontrakt z Wigan Athletic. W marcu 2015 rozwiązał umowę z klubem za porozumieniem stron i podpisał trzyletni kontrakt z IFK Göteborg. W sierpniu 2017 podpisał czteroletni kontrakt z Lechem Poznań obowiązujący od 1 stycznia 2018.
4 stycznia 2022 roku podpisał kontrakt z Apollonem Smyrnis.

## Osiągnięcia

### Celtic
- Mistrz Szkocji: 2011/2012, 2012/2013
- Puchar Szkocji: 2010/2011, 2012/2013

### Lech Poznań
- Wicemistrz Polski: 2019/2020

## Życie prywatne
Od maja 2019 r. jest mężem Ady Hegerberg.